# Urocaninsäure
Die Urocaninsäure ist eine organische chemische Verbindung und im menschlichen Schweiß als photoprotektive (UV-absorbierende) Substanz enthalten. Sie spielt eine wichtige Rolle beim Schutz der Haut vor UVB-Strahlung und ist ein Histidin-Abbauprodukt (durch Histidase).
Sie tritt in der Haut zunächst als trans-Urocaninsäure auf und wird bei Bestrahlung mit UVB-Licht teilweise in cis-Urocaninsäure umgewandelt. Der Name „Urocaninsäure“ wurde im Jahr 1875 von Max Jaffé vorgeschlagen, der diese Substanz im Urin von Hunden nachweisen konnte.